# Rapla (stacja kolejowa)
Rapla – stacja kolejowa w Rapli, w prowincji Rapla, w Estonii. Położona jest na linii Tallinn – Parnawa/Viljandi.
Stacja Rapla posiada dwa niskie perony. Podróż pociągiem do Tallinna trwa około 1 godziny.